# Liste des planètes mineures non numérotées découvertes entre le 1er et le 15 mai 2015
Pour un article plus général, voir Liste des planètes mineures non numérotées découvertes en 2015.
Pour un article plus général, voir Liste des planètes mineures.
Cet article dresse la liste des planètes mineures (astéroïdes, centaures, objets transneptuniens et assimilés) non numérotées découvertes en mai 2015 dans l'ordre de leur découverte.
Au 15 janvier 2025, 661 077 des 1 434 993 planètes mineures répertoriées par le Centre des planètes mineures ne sont pas encore numérotées, soit 46,07 %.

## Rappel concernant la désignation provisoire
La désignation provisoire indique l'ordre de découverte de ces objets. En effet, cette désignation est composée de l'année de découverte (par exemple 2015) suivie de la quinzaine (demi-mois) de découverte (p.e. A = 1-15 janvier) puis de l'ordre de découverte dans cette quinzaine. Cet ordre est indiqué par une lettre et éventuellement un chiffre comme suit : A pour la première découverte, B pour la deuxième, ..., Z pour la 25e (le I n'est pas utilisé pour éviter la confusion avec 1), A1 pour la 26e, B1 pour la 27e, etc. , Z1 pour la 50e, A2 pour la 51e, B2 pour la 52e, etc. L'ordre de la numérotation ne suit donc pas l'ordre alphanumérique. 2015 AA1 suit ainsi 2015 AZ et précède 2015 AB1.

## Liste du1erau 15 mai 2015
- 2015 JD
- 2015 JF
- 2015 JH
- 2015 JJ
- 2015 JK
- 2015 JL
- 2015 JP
- 2015 JQ
- 2015 JR
- 2015 JT
- 2015 JU
- 2015 JV
- 2015 JW
- 2015 JX
- 2015 JA1
- 2015 JB1
- 2015 JC1
- 2015 JD1
- 2015 JF1
- 2015 JG1
- 2015 JH1
- 2015 JJ1
- 2015 JN1
- 2015 JO1
- 2015 JP1
- 2015 JQ1
- 2015 JR1
- 2015 JS1
- 2015 JW1
- 2015 JX1
- 2015 JY1
- 2015 JZ1
- 2015 JC2
- 2015 JD2
- 2015 JE2
- 2015 JF2
- 2015 JG2
- 2015 JH2
- 2015 JJ2
- 2015 JN2
- 2015 JC3
- 2015 JD3
- 2015 JM3
- 2015 JO3
- 2015 JQ3
- 2015 JT3
- 2015 JU3
- 2015 JX3
- 2015 JB4
- 2015 JE4
- 2015 JK4
- 2015 JO4
- 2015 JQ4
- 2015 JR4
- 2015 JS4
- 2015 JU4
- 2015 JV4
- 2015 JW4
- 2015 JR5
- 2015 JD6
- 2015 JF6
- 2015 JJ6
- 2015 JL6
- 2015 JM6
- 2015 JP6
- 2015 JY6
- 2015 JB7
- 2015 JD7
- 2015 JF7
- 2015 JH7
- 2015 JM7
- 2015 JR7
- 2015 JW7
- 2015 JX7
- 2015 JY7
- 2015 JZ7
- 2015 JD8
- 2015 JK8
- 2015 JP8
- 2015 JU8
- 2015 JV8
- 2015 JW8
- 2015 JY8
- 2015 JA9
- 2015 JC9
- 2015 JK9
- 2015 JL9
- 2015 JR9
- 2015 JV9
- 2015 JM10
- 2015 JS10
- 2015 JE11
- 2015 JF11
- 2015 JG11
- 2015 JO11
- 2015 JP11
- 2015 JQ11
- 2015 JS11
- 2015 JT11
- 2015 JW11
- 2015 JX11
- 2015 JA12
- 2015 JB12
- 2015 JD12
- 2015 JE12
- 2015 JK12
- 2015 JL12
- 2015 JO12
- 2015 JP12
- 2015 JQ12
- 2015 JR12
- 2015 JS12
- 2015 JB13
- 2015 JC13
- 2015 JD13
- 2015 JF13
- 2015 JG13
- 2015 JH13
- 2015 JL13
- 2015 JM13
- 2015 JN13
- 2015 JO13
- 2015 JP13
- 2015 JR14
- 2015 JD15
- 2015 JF15
- 2015 JG15
- 2015 JM15
- 2015 JQ15
- 2015 JG16
- 2015 JJ16
- 2015 JL16
- 2015 JM16
- 2015 JN16
- 2015 JQ16
- 2015 JR16
- 2015 JS16
- 2015 JT16
- 2015 JV16
- 2015 JX16
- 2015 JZ16
- 2015 JA17
- 2015 JB17
- 2015 JD17
- 2015 JF17
- 2015 JG17
- 2015 JJ17
- 2015 JK17
- 2015 JL17
- 2015 JN17
- 2015 JQ17
- 2015 JS17
- 2015 JT17
- 2015 JU17
- 2015 JV17
- 2015 JX17
- 2015 JY17
- 2015 JZ17
- 2015 JB18
- 2015 JC18
- 2015 JE18
- 2015 JF18
- 2015 JG18
- 2015 JH18
- 2015 JK18
- 2015 JL18
- 2015 JM18
- 2015 JN18
- 2015 JO18
- 2015 JP18
- 2015 JR18
- 2015 JS18
- 2015 JT18
- 2015 JU18
- 2015 JV18
- 2015 JW18
- 2015 JX18
- 2015 JY18
- 2015 JZ18
- 2015 JC19
- 2015 JD19
- 2015 JE19
- 2015 JF19
- 2015 JG19
- 2015 JH19
- 2015 JJ19
- 2015 JK19
- 2015 JL19
- 2015 JN19
- 2015 JO19
- 2015 JP19
- 2015 JQ19
- 2015 JW19
- 2015 JA20
- 2015 JC20
- 2015 JF20
- 2015 JG20
- 2015 JK20
- 2015 JL20
- 2015 JM20
- 2015 JN20
- 2015 JO20
- 2015 JP20
- 2015 JQ20
- 2015 JR20
- 2015 JS20
- 2015 JT20
- 2015 JX20
- 2015 JY20
- 2015 JA21
- 2015 JB21
- 2015 JC21
- 2015 JD21
- 2015 JE21
- 2015 JF21
- 2015 JG21
- 2015 JH21
- 2015 JM21
- 2015 JP21
- 2015 JR21
- 2015 JS21
- 2015 JT21
- 2015 JU21
- 2015 JV21
- 2015 JW21
- 2015 JX21
- 2015 JY21
- 2015 JZ21
- 2015 JA22
- 2015 JB22
- 2015 JG22
- 2015 JH22
- 2015 JK22
- 2015 JL22
- 2015 JM22
- 2015 JN22
- 2015 JO22
- 2015 JQ22
- 2015 JR22
- 2015 JS22
- 2015 JT22
- 2015 JU22
- 2015 JV22
- 2015 JX22
- 2015 JB23
- 2015 JC23
- 2015 JD23
- 2015 JE23
- 2015 JF23
- 2015 JK23
- 2015 JL23
- 2015 JM23
- 2015 JN23
- 2015 JO23
- 2015 JP23
- 2015 JQ23
- 2015 JS23
- 2015 JT23
- 2015 JU23
- 2015 JV23
- 2015 JW23
- 2015 JX23
- 2015 JY23
- 2015 JZ23
- 2015 JA24
- 2015 JB24
- 2015 JD24
- 2015 JE24
- 2015 JF24
- 2015 JH24
- 2015 JJ24
- 2015 JL24
- 2015 JM24
- 2015 JN24
- 2015 JQ24
- 2015 JR24
- 2015 JS24
- 2015 JV24
- 2015 JW24
- 2015 JX24
- 2015 JY24
- 2015 JZ24
- 2015 JA25
- 2015 JB25
- 2015 JC25
- 2015 JD25
- 2015 JE25
- 2015 JF25
- 2015 JG25
- 2015 JH25
- 2015 JK25
- 2015 JL25
- 2015 JM25
- 2015 JU25
- 2015 JW25
- 2015 JX25
- 2015 JY25
- 2015 JZ25
- 2015 JA26
- 2015 JB26
- 2015 JC26
- 2015 JD26
- 2015 JE26
- 2015 JF26
- 2015 JG26
- 2015 JJ26
- 2015 JK26
- 2015 JL26
- 2015 JM26
- 2015 JN26
- 2015 JO26
- 2015 JP26
- 2015 JQ26
- 2015 JR26
- 2015 JS26
- 2015 JW26
- 2015 JX26
- 2015 JY26
- 2015 JZ26
- 2015 JB27
- 2015 JC27
- 2015 JD27
- 2015 JE27
- 2015 JF27
- 2015 JG27
- 2015 JH27
- 2015 JJ27
- 2015 JK27
- 2015 JL27
- 2015 JN27
- 2015 JO27
- 2015 JP27
- 2015 JQ27
- 2015 JS27
- 2015 JT27
- 2015 JV27
- 2015 JW27
- 2015 JY27
- 2015 JZ27
- 2015 JA28
- 2015 JB28
- 2015 JC28
- 2015 JD28
- 2015 JE28
- 2015 JF28
- 2015 JK28
- 2015 JM28
- 2015 JN28
- 2015 JO28
- 2015 JQ28
- 2015 JR28
- 2015 JT28
- 2015 JU28
- 2015 JV28
- 2015 JW28
- 2015 JX28
- 2015 JZ28
- 2015 JA29
- 2015 JB29
- 2015 JC29
- 2015 JD29
- 2015 JE29
- 2015 JF29
- 2015 JH29
- 2015 JJ29
- 2015 JK29
- 2015 JL29
- 2015 JM29
- 2015 JN29
- 2015 JO29
- 2015 JP29
- 2015 JQ29
- 2015 JR29
- 2015 JS29
- 2015 JT29
- 2015 JU29
- 2015 JV29
- 2015 JW29
- 2015 JX29
- 2015 JY29
- 2015 JZ29
- 2015 JA30
- 2015 JB30
- 2015 JC30
- 2015 JD30
- 2015 JE30
- 2015 JF30
- 2015 JG30
- 2015 JH30
- 2015 JJ30
- 2015 JK30
- 2015 JL30
- 2015 JM30
- 2015 JN30
- 2015 JO30
- 2015 JP30
- 2015 JQ30
- 2015 JR30
- 2015 JS30
- 2015 JT30
- 2015 JU30
- 2015 JV30
- 2015 JW30
- 2015 JX30
- 2015 JY30
- 2015 JZ30
- 2015 JA31
- 2015 JB31
- 2015 JC31
- 2015 JD31
- 2015 JE31
- 2015 JF31
- 2015 JG31
- 2015 JH31
- 2015 JJ31
- 2015 JK31
- 2015 JL31
- 2015 JM31
- 2015 JN31
- 2015 JO31
- 2015 JP31
- 2015 JQ31
- 2015 JR31
- 2015 JS31
- 2015 JT31
- 2015 JU31
- 2015 JV31
- 2015 JW31
- 2015 JX31
- 2015 JY31
- 2015 JZ31
- 2015 JA32
- 2015 JB32
- 2015 JC32
- 2015 JD32
- 2015 JE32
- 2015 JF32
- 2015 JG32
- 2015 JH32
- 2015 JJ32
- 2015 JK32
- 2015 JL32
- 2015 JM32
- 2015 JN32
- 2015 JO32
- 2015 JP32
- 2015 JQ32
- 2015 JR32
- 2015 JS32
- 2015 JT32
- 2015 JU32
- 2015 JV32
- 2015 JW32
- 2015 JX32
- 2015 JY32
- 2015 JZ32
- 2015 JA33
- 2015 JB33
- 2015 JC33
- 2015 JD33
- 2015 JE33
- 2015 JF33
- 2015 JH33
- 2015 JJ33
- 2015 JK33
- 2015 JL33
- 2015 JM33
- 2015 JN33
- 2015 JO33
- 2015 JQ33
- 2015 JR33
- 2015 JS33
- 2015 JT33
- 2015 JU33
- 2015 JV33
- 2015 JW33
- 2015 JX33
- 2015 JY33
- 2015 JZ33
- 2015 JA34
- 2015 JB34
- 2015 JC34
- 2015 JD34
- 2015 JE34
- 2015 JF34
- 2015 JG34
- 2015 JH34
- 2015 JK34
- 2015 JM34
- 2015 JN34
- 2015 JO34
- 2015 JQ34
- 2015 JR34
- 2015 JT34
- 2015 JU34
- 2015 JV34
- 2015 JW34
- 2015 JX34
- 2015 JY34
- 2015 JZ34
- 2015 JA35
- 2015 JB35
- 2015 JC35
- 2015 JD35
- 2015 JE35
- 2015 JF35
- 2015 JG35
- 2015 JH35
- 2015 JK35
- 2015 JL35
- 2015 JM35
- 2015 JN35
- 2015 JO35
- 2015 JP35
- 2015 JQ35
- 2015 JR35
- 2015 JS35
- 2015 JT35
- 2015 JU35
- 2015 JV35
- 2015 JW35
- 2015 JX35
- 2015 JZ35
- 2015 JA36
- 2015 JB36
- 2015 JC36
- 2015 JD36
- 2015 JE36
- 2015 JF36
- 2015 JG36
- 2015 JH36
- 2015 JJ36
- 2015 JK36
- 2015 JL36
- 2015 JM36
- 2015 JN36
- 2015 JO36
- 2015 JP36
- 2015 JQ36
- 2015 JR36
- 2015 JS36
- 2015 JT36
- 2015 JU36
- 2015 JV36
- 2015 JW36
- 2015 JX36
- 2015 JY36